# ISO 3166-2:CV
La ISO 3166-2:CV incluye los códigos de las 2 regiones geográficas y los 22 municipios de Cabo Verde. El objetivo de esta familia de normas es establecer en todo el mundo una serie de abreviaturas para los lugares, para su uso en las etiquetas de paquetes, contenedores y tal. En cualquier lugar donde un código alfanumérico corto puede servir para indicar claramente la ubicación de una forma más conveniente y menos ambigua que la forma completa el nombre del lugar.
Cada código se compone de dos partes, separadas por un guion. La primera parte es CV, el código ISO 3166-1 alpha-2 de Cabo Verde. La segunda parte es cualquiera de las siguientes:
- una letra: regiones geográficas
- dos letras: municipios

## Códigos

### Regiones geográficas
| Código | Nombre de la subdivisión (pt) |
| ------ | ----------------------------- |
| CV-B   | Ilhas de Barlovento           |
| CV-S   | Ilhas de Sotavento            |

### Municipios
| Código | Nombre de la subdivisión (pt) | Región geográfica |
| ------ | ----------------------------- | ----------------- |
| CV-BV  | Boa Vista                     | B                 |
| CV-BR  | Brava                         | S                 |
| CV-MA  | Maio                          | S                 |
| CV-MO  | Mosteiros                     | S                 |
| CV-PA  | Paul                          | B                 |
| CV-PN  | Porto Novo                    | B                 |
| CV-PR  | Praia                         | S                 |
| CV-RB  | Ribeira Brava                 | B                 |
| CV-RG  | Ribeira Grande                | B                 |
| CV-RS  | Ribeira Grande de Santiago    | S                 |
| CV-SL  | Sal                           | B                 |
| CV-CA  | Santa Catarina                | S                 |
| CV-CF  | Santa Catarina do Fogo        | S                 |
| CV-CR  | Santa Cruz                    | S                 |
| CV-SD  | São Domingos                  | S                 |
| CV-SF  | São Filipe                    | S                 |
| CV-SO  | São Lourenço dos Órgãos       | S                 |
| CV-SM  | São Miguel                    | S                 |
| CV-SS  | São Salvador do Mundo         | S                 |
| CV-SV  | São Vicente                   | B                 |
| CV-TA  | Tarrafal                      | S                 |
| CV-TS  | Tarrafal de São Nicolau       | B                 |